# Sigam
Sigam is een bestuurslaag in het regentschap Muara Enim van de provincie Zuid-Sumatra, Indonesië. Sigam telt 2896 inwoners (volkstelling 2010).